# Richard Tousey
Richard Tousey, ameriški astronom, * 18. maj 1908, † 15. april 1997.
Tousey velja za pionirja opazovanja Sonca iz vesolja.

## Priznanja

### Nagrade
- medalja Frederica Ivesa (1960)
- medalja Henryja Draperja (1963)
- Eddingtonova medalja (1964)

1. ↑  https://www.nasonline.org/wp-content/uploads/2024/06/tousey-richard.pdf